# حسن بوي دوسماتوف
حسن بوي دوسماتوف (مواليد 24 يونيو 1993) هو ملاكم أوزباكستاني، مثّل بلاده في الألعاب الأولمبية الصيفية 2016 وحقق الميدالية الذهبية في فئة وزن الذبابة الخفيف.

## روابط خارجية
حسن بوي دوسماتوف على موقع بوكس ريك (الإنجليزية) (registration required)
- حسن بوي دوسماتوف على موقع اللجنة الأولمبية الدولية (الإنجليزية)
- حسن بوي دوسماتوف على موقع أوليمبيديا (الإنجليزية)